# 有珠郡
- 令制国一覧 > 北海道 (令制) > 胆振国 > 有珠郡
- 日本 > 北海道 > 胆振総合振興局 > 有珠郡

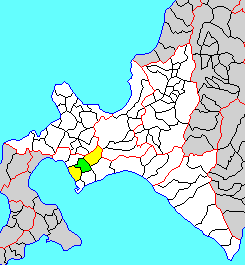
北海道有珠郡の位置（緑：壮瞥町 黄：明治期）

有珠郡（うすぐん）は、北海道（胆振国）胆振総合振興局の郡。
人口2,268人、面積205.01km²、人口密度11.1人/km²。（2025年6月30日、住民基本台帳人口）
以下の1町を含む。
- 壮瞥町（そうべつちょう）

## 郡域
1879年（明治12年）に行政区画として発足した当時の郡域は、上記1町に伊達市および虻田郡洞爺湖町の一部（川東・岩屋・早月）を加えた区域にあたる。

## 歴史

### 郡発足までの沿革
平安時代の天長3年（826年）比叡山の僧・円仁（慈覚大師）が開山したと伝わる伊達の有珠善光寺は、江戸時代には蝦夷三官寺のひとつとされた。
江戸時代の有珠郡域は東蝦夷地に属し、松前藩によってウス場所が開かれていた。陸上交通は、渡島国の箱館から道東や千島国方面に至る陸路（国道37号の前身）が東西に通じていた。寛政年間には大臼山神社の前身の弁財天蛭子宮が存在していた。江戸時代後期、国防のため寛政11年有珠郡域は天領とされたが、文政4年には一旦松前藩領に復したものの、安政2年再び天領となり南部藩が警固をおこなった。
有珠郡域にも跨る有珠山は古くから火山活動が盛んで、寛文3年、明和6年、文政5年、嘉永6年と江戸時代だけでも頻繁に噴火しており、付近の集落が全焼したり嘉永6年の噴火では洞爺湖方面に火砕流が流下している。その他、蟠渓温泉が古くから知られている。戊辰戦争（箱館戦争）終結直後の1869年、大宝律令の国郡里制を踏襲して有珠郡が置かれた。

### 郡発足以降の沿革
- 明治2年

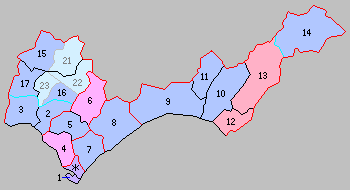
北海道一・二級町村制施行時の有珠郡の町村（4.伊達村 5.壮瞥村 6.徳舜瞥村 桃：伊達市 青：区域が発足時と同じ町村）

  - 8月15日（1869年9月20日） - 北海道で国郡里制が施行され、胆振国および有珠郡が設置される。開拓使が管轄。
  - 8月25日（1869年9月30日） - 伊達邦成の領地となる（北海道の分領支配）。
- 明治4年8月20日（1871年10月4日） - 廃藩置県により再び開拓使の管轄となる。
- 明治5年
  - 4月9日（1872年5月15日） - 全国一律に戸長・副戸長を設置（大区小区制）。
  - 10月10日（1872年11月10日） - 4月に設置された区を大区と改称し、その下に旧来の町村をいくつかまとめて小区を設置（大区小区制）。
- 明治9年（1876年）9月 - 従来開拓使において随意定めた大小区画を廃し、新たに全道を30の大区に分ち、大区の下に166の小区を設けた。

- 第20大区
  - 3小区 ： 有珠村、長流村
  - 4小区 ： 紋鼈村、稀府村、黄金蘂村

- 明治12年（1879年）7月23日 - 郡区町村編制法の北海道での施行により、行政区画としての有珠郡が発足。
- 明治13年（1880年）3月 - 室蘭郡外三郡役所（室蘭虻田有珠幌別郡役所）の管轄となる。
- 明治15年（1882年）2月8日 - 廃使置県により札幌県の管轄となる。同年紋鼈村が東紋鼈村と西紋鼈村に分村。
- 明治19年（1886年）1月26日 - 廃県置庁により北海道庁札幌本庁の管轄となる。
- 明治22年（1888年）1月 - 室蘭郡外五郡役所（室蘭虻田有珠幌別勇払白老郡役所）の管轄となる。
- 明治30年（1897年）11月5日 - 郡役所が廃止され、室蘭支庁の管轄となる。
- 明治32年（1899年）- 西紋鼈村、長流村、有珠村の各一部が合併し壮瞥村が成立。
- 明治33年（1900年）7月1日 - 北海道一級町村制の施行により、有珠村、稀府村、東紋鼈村、西紋鼈村、長流村、黄金蘂村の区域をもって伊達村（一級村）が発足。（1村）
- 大正4年（1915年）4月1日 - 北海道二級町村制の施行により、壮瞥村（二級村、単独村制）が発足。（2村）同年壮瞥村から徳舜瞥村が分村して成立。
- 大正8年（1919年）4月1日 - 北海道二級町村制施行に伴い、徳舜瞥村（二級村、単独村制）が発足。（3村）
- 大正9年（1920年）6月 - 徳舜瞥村の一部が虻田郡喜茂別村に編入。
- 大正11年（1922年）8月1日 - 室蘭支庁が改称して胆振支庁となる。
- 大正12年（1923年）8月20日 - 壮瞥村の一部（字ピリカベツ以北）が虻田郡洞爺村に編入。
- 大正14年（1925年）8月1日 - 伊達村が町制施行して伊達町（一級町）となる。（1町2村）
- 昭和14年（1939年）4月1日 - 壮瞥村が北海道一級町村制を施行。
- 昭和18年（1943年）6月1日 - 北海道一・二級町村制が廃止され、北海道で町村制を施行。二級町村は指定町村となる。
- 昭和21年（1946年）10月5日 - 指定町村を廃止。
- 昭和22年（1947年）5月3日 - 地方自治法の施行により北海道胆振支庁の管轄となる。
- 昭和25年（1950年）9月1日 - 徳舜瞥村が改称して大滝村となる。
- 昭和37年（1962年）1月1日 - 壮瞥村が町制施行して壮瞥町となる。（2町1村）
- 昭和47年（1972年）4月1日 - 伊達町が市制施行して伊達市となり、郡より離脱。（1町1村）
- 平成18年（2006年）3月1日 - 大滝村が伊達市に編入。（1町）
- 平成22年（2010年）4月1日 - 胆振支庁が廃止され、胆振総合振興局の管轄となる。